# Euanthe (maan)
Euanthe, of Jupiter XXXIII is een natuurlijke satelliet van Jupiter. De maan is ontdekt door een team astronomen van de Universiteit van Hawaï in Manoa onder leiding van Scott S. Sheppard in 2001 en kreeg de naam S/2001 J 7. Ze is 3 km in doorsnee en draait in 620,45 dagen om Jupiter.
Euanthe is genoemd naar Euanthe, de moeder van de Charites.